# 番町 (高松市)
番町（ばんちょう）は、香川県高松市中心部の町丁。郵便番号は760-0017。全域が住居表示に関する法律に基づく住居表示実施地区で、一丁目〜五丁目が存在する。高松市役所や香川県庁などが所在して官庁街を形成している他、大病院や進学校など、香川県内の中枢となる施設が多数存在する。

## 地理
高松市中心部の都心、中央通りの西寄りに位置し、東は中央通り及び県庁前通り、南は菊池寛通り及び県道33号高松善通寺線、西は大学通り、北は市道二番町築地線によって区切られている。
中央通りに面した番町一丁目には企業の支店・支社が入る雑居ビルが多く、高松市役所のほか高松市立中央公園がある。その西側の県庁前通りには香川県庁のほか香川県立高松高等学校（高高）や高松赤十字病院（日赤）など県の中核施設や大病院などが立地する。それら大規模施設の裏手にあたる地域は中央通りから離れて西へ向かうにつれ閑静な住宅街が形成されている。
2020年国勢調査による人口は2381人（男1147人/女1234人）、世帯数は1160世帯、面積は56万7708.30m2、人口密度は4632.7人/km2。公立中学校の校区は全域が紫雲中学校で、小学校は一丁目〜三丁目並びに四丁目のうち1番3号、2番〜8番（市道八番町西浜新町線以北に相当）が新番丁小学校、五丁目並びに四丁目のうち1番10号、9番〜15番（市道八番町西浜新町線以南に相当）が亀阜小学校に属している。
町内における都市計画法に基づく用途地域は、一丁目の全域が商業地域で、容積率は中央通りに面した街区及び市道五番町西宝線の北側に面した街区が600%、それ以外の地域が400%である。二丁目〜五丁目は大部分が容積率200%、建ぺい率60%の第二種中高層住居専用地域であるが、県道33号高松善通寺線、県庁前通り、市道五番町西宝線沿いについては容積率300%、建ぺい率80%の近隣商業地域である。
北で錦町、紺屋町、東で鍛冶屋町　亀井町、南で宮脇町、亀岡町、中央町　天神前、西で扇町、幸町に隣接している。

## 歴史
1968年（昭和43年）に二番丁、二番町、三番丁、三番町、四番丁、四番町、五番丁、五番町、六番丁、六番町、七番丁、七番町、八番丁、八番町、九番丁、宮脇町、紺屋町、天神前一丁目〜二丁目、宮脇町一丁目〜二丁目の各一部から番町が新設され、一丁目〜四丁目を編成する。その後1970年（昭和45年）に九番丁の残部、宮脇町及び宮脇町一丁目〜二丁目の各一部、天神前一丁目の一部をそれぞれ編入し五丁目を編成した。
番町の名前の基になったのは町域が、住居表示制度の実施前に二番町～八番町、地番整理の実施前に二番丁～十番丁であったことによる。なお、地番整理は現在の町域の東西で工区が分かれていたため○番丁と○番町は一時併存している。そのような事情から現在でも番町を番丁と表記したりする。
この○番丁は、江戸時代から武家屋敷が立ち並んでいたこの地区の東西の通りにつけられた名前で、それが地名となったものである。現在の町域はその大部分の区域を踏襲しているが、その中でも旧国道11号沿いや、香川大学東側の通り沿い、高松赤十字病院以南の県庁前通り沿いなどはかつての○番丁の区域ではなく、また逆に現在の錦町の南の一部は○番丁の一部であった。
○番丁の起番方法は一番北の通りを「一番丁」とし、南へ順に「二番丁」、「三番丁」…と振っていき、最終的に現在の県庁の南側の通りを「九番丁」とした。ただし「十番丁」は例外で、それまでの九番丁までとは異なり、かつて現在の香大附属小学校の中を貫いていた南北の通りである。その中でも現在の高松市道五番町西宝線にあたる五番丁の知名度は現在でも高く、現在でも当該道路と中央通りとの交点に当たる「番町交差点」は通称五番丁の交差点と呼ばれたり、その北側にはバス停「五番町」があるなどする。なお、現在の番町一丁目から番町五丁目の区分けはかつての一番丁～十番丁の区分けとは無関係である。

### 年表
- 1892年（明治25年）4月1日 - 現在地に四番丁小学校（現・高松市立四番丁小学校）開校。
- 1893年（明治26年） - 現在地に香川県尋常中学校（現・香川県立高松高等学校）開校。
- 1898年（明治31年）2月 - 香川県工芸学校（現・香川県立高松工芸高等学校）設立。八番丁（現・番町四丁目付近）に仮校舎。
- 1907年（明治40年）6月 - 現在地に日本赤十字社高松支部病院（現・高松赤十字病院）開院。
- 1908年（明治41年）4月 - 十番丁（現・運動場）の現在地に香川県尋常師範学校附属小学校（現・香大附属小学校）移転。
- 1917年（大正6年）5月20日 - 四国水力電気により高松駅前 - 公園前間に路面電車開業（琴電市内線）。現・番町部分は法泉寺前 - 七番丁。
  - 路線は現・県庁通りの1本東側の市道で、法泉寺以北は戦後の現・県庁通りの建設により廃道になったため現存せず。
- 1945年（昭和20年）7月4日 - アメリカ軍B29爆撃機による無差別絨毯爆撃「高松空襲」で市街地の80％が焼失。番町でも大部分が焦土と化した。
- 1945年（昭和20年）10月 - 日本医療団高松病院（現・香川県立中央病院）開設。
- 1947年（昭和22年）5月1日 - 高松市立中央球場開場。
- 1947年（昭和22年）8月2日 - 高松空襲により休止していた琴電市内線の軌道撤去完了。正式な廃止は10年後。
- 1951年（昭和26年）10月 - 香川県立高松工芸高等学校幸町校舎の現在地への段階的な移転開始。年末まで。
- 1958年（昭和33年）7月10日 - 町内の東半分で行われていた戦災復興土地区画整理事業1工区1次区域の換地処分が行われ完工。翌日を以って当該地域の町名は変更の上、地番整理が行われる。
- 1961年（昭和36年） - 高松市民会館が開館。
- 1968年（昭和43年）9月1日 - 中央球場地下に高松市立中央駐車場供用開始。
- 1970年（昭和45年）5月19日 - 町内の西半分で行われていた戦災復興土地区画整理事業3工区の換地処分が行われ完工。翌日を以って当該地域の町名は変更の上、地番整理が行われる。
- 1976年（昭和51年）4月 - 現在地に香大附属幼稚園高松園舎開園。
- 1982年（昭和57年）4月17日 - 高松市立中央球場が閉場。地下駐車場は存続。
- 1985年（昭和60年）6月 - 高松市立中央公園が完成。
- 1993年（平成5年）10月20日 - 香川県番町地下駐車場が開業。
- 2004年（平成16年）3月30日 - ラストステージ2004in市民会館をもって高松市民会館が閉館。
- 2014年（平成26年）3月1日 - 香川県立中央病院が朝日町に移転（診療は2月21日で終了）。

## 主要施設
| - 高松市役所 - 高松市水道局 - 高松公証役場 - 高松北警察署番町交番 - 高松市立中央公園 - 香川県文化会館 - 香川県社会福祉総合センター - 香川県国際交流会館（アイパル香川、旧・香川県立図書館） - 百十四銀行高松市役所支店 - 大和証券高松支店 - 高知放送高松支社 - あおぞら銀行高松支店 - みずほ銀行高松支店 - ケーブルメディア四国（高松ケーブルテレビ） - 住友林業営業本部四国支店 - キリンビール四国統轄支社 - 読売新聞高松総局 - 金光教高松教会 - 法泉寺 - 東福寺 - 行徳院 - 地蔵寺 - 善昌寺 - 正覚寺 | - 高松商工会議所 - 高松番町郵便局 - 高松市四番丁コミュニティセンター - 香川用水記念館 - 四国電力西通変電所 - 高松市消防団西分署第一駐屯所 - 香川県立高松工芸高等学校 - 穴吹学園高等学校 - 穴吹コンピュータカレッジ - 穴吹ビジネスカレッジ - 高松市番町二丁目公園 - みくに幼稚園 - 高松聖母幼稚園 - ナルホド成豊堂 - 住宅金融支援機構四国支店 - フソウ高松本店 - 香川トヨタ自動車高松番町店 - 日本基督教団高松教会 - カトリック高松司教区 番町教会 - 浄願寺 - 徳成寺 |

| - 香川県立高松高等学校 - 西松建設四国支店 | - 香川県庁 - 香川県警察本部 - 高松赤十字病院 - 高松市番町四丁目公園 - KKRさぬき荘 - 百十四銀行県庁支店 - 共同石材高松支店 - 本典寺 | - 香川県議会議事堂 - 香川大学教育学部附属高松小学校 - 香川大学教育学部附属幼稚園高松園舎 - 香川県看護専門学校 - 中野天満神社 - 薬王寺 - 行泉寺 - 浄教寺 |

## 交通
番町は高松市中心部に位置しているため、生活圏が徒歩あるいは自転車の移動圏内に収まっている。しかし、高松市郊外へ向かうにはその地区の公共交通機関が脆弱な地区が多いため、やはり自家用車での移動が中心になるが、中心部に位置しているが故、周辺道路は交通量が多く旅行速度も遅い。
公共交通機関の利用においては、市役所や県庁などの施設が町内にあるためバス路線は多くが通っているが、鉄道駅は町内に存在せず最寄のいずれの駅からも程よく距離が離れている。

### 道路
町内の道路は基本的に江戸時代の武家屋敷街のころに形成された碁盤の目状の整然とした街区がそのまま残っており、それに沿う形で戦後新たな幹線道路などが建設されている。
幹線道路としては高松市中心部において南北の軸となっている中央通りとその補完的な役割を担う県庁前通りがある。また、栗林トンネルを経由して鶴尾地区や国道32号へ直接抜ける香川県道172号川東高松線（道としては連続しているが県道部分は亀阜小学校西交差点まででそれ以北は市道に変わる）も重要度の高い幹線道路である。一方、東西の軸となっているのは旧国道11号と高松市役所前の市道がある。その他、美術館通りは一方通行の多い繁華街へ抜ける貴重な対面通行道路でもある。
南北
- 中央通り（国道11号、国道30号）
- 県庁前通り（香川県道173号高松停車場栗林公園線）
- 大学通り - 宮脇町から錦町へ抜ける香川大学東側の通り。

東西
- 美術館通り - 紺屋町・今新町などの繁華街を通って新塩屋町へ抜けるルート。
- 五番丁通り（高松市道五番町西宝線）
- 菊池寛通り（旧・県庁通り） - 町内からことでん瓦町駅へ至るメインルート。
- 旧国道11号（香川県道33号高松善通寺線）

### 鉄道
町内に鉄道駅が存在しないため中心駅などは無い。最寄り駅は四方に分散し、番町はその真ん中に位置しているため町内でも場所によって最寄り駅が異なる。
北方向
- JR高松駅（予讃線・高徳線・土讃線）

西方向
- JR昭和町駅（高徳線）

南方向
- JR栗林公園北口駅（高徳線）

東方向
- ことでん瓦町駅（琴平線・志度線・長尾線）

### バス
下笠居・香西線県立体育館便（行先番号：22・23）のみ県立体育館前発でそれ以外は全線がJR高松駅発である。経由先については下笠居・香西線県立体育館便と高松西高線、市民病院ループバスがことでん瓦町駅を経由し、それ以外は市役所前や県庁前を経由している。
また、ショッピング・レインボー循環バスは上記主要バス停の全てを経由している。
行先番号は奇数が下りまたは東回り、偶数が上りまたは西回りである。
ことでんバス
- 下笠居・香西線
11・12 昭和町経由便：紺屋町 - 幸町
13・14・15 中央病院・宮脇町経由便：紺屋町 - 中央病院前
17 八本松便：紺屋町 - 八本松
22・23 県立体育館便：八本松 - 中央病院前
- 高松西高線：21 八本松 - 中央病院前
- 市民病院ループバス：1・2 県庁通り 中央公園前 - 中央病院前
- ショッピング・レインボー循環バス：1・2 八本松 - 紺屋町

市民病院ループバスの「県庁通り 中央公園前」バス停は現在の県庁前通りではなく、かつて県庁通りと呼ばれていた現・菊池寛通りにある。なお、同バス停は夜行便など一部を除く高速バスも停車する。